# Christian Planer
Christian Planer (ur. 15 maja 1975) – austriacki strzelec sportowy. Brązowy medalista olimpijski z Aten.
Specjalizował się w strzelaniu karabinowym. W 2004 roku zajął trzecie miejsce w trzech postawach na dystansie 50 metrów. Były to jego pierwsze igrzyska. Startował również w igrzyskach w 2008 i 2012. Był medalistą mistrzostw świata w drużynie w różnych konkurencjach. Na mistrzostwach Europy stawał na podium również w rywalizacji indywidualnej.